# Adam Lundgren
Adam Reier Lundgren, född 15 februari 1986 i Göteborg, är en svensk skådespelare.
Lundgren har medverkat i flera svenska filmer och tv-produktioner. Åren 2009–2012 studerade han vid Högskolan för scen och musik i Göteborg. Han har även studerat vid Skara Skolscen och där medverkade han i slutproduktionen, Nicholas Nickleby.  

## Filmografi
- 2005 – Storm
- 2005 – Sandor slash Ida
- 2007 – Ciao Bella
- 2007 – Pirret
- 2007 – Linas kvällsbok
- 2008 – LOVE/My name is Love (kortfilm)
- 2008 – Höök (TV-serie)
- 2008 – Oskyldigt dömd (TV-serie)
- 2009 – 183 dagar (TV-serie)
- 2009 – Maud och Leo
- 2009 – Främmande land
- 2010 – Olycksfågeln (TV-film)
- 2010 – Fyra år till
- 2011 – Apflickorna
- 2011 – Irene Huss – Tystnadens cirkel
- 2011 – Anno 1790 (TV-serie)
- 2012 – Bitchkram
- 2012 – Dom över död man
- 2012 – En gång i Phuket
- 2012 – Torka aldrig tårar utan handskar (TV-serie)
- 2013 – Molanders (TV-serie)
- 2013 – Din barndom ska aldrig dö
- 2013 – Känn ingen sorg
- 2014–2015 – Blå ögon (TV-serie)
- 2014 – Viva Hate (TV-serie)
- 2015 – Svenskjävel
- 2016 – Upp i det blå
- 2017–2020 – Vår tid är nu (TV-serie)
- 2018 – Sthlm Rekviem (TV-serie)
- 2018 – Lyckligare kan ingen vara
- 2019 – Chernobyl (TV-serie)
- 2020 – Helt perfekt (TV-serie)
- 2020 – Måste gitt (TV-serie)
- 2021 – Alla utom vi (TV-serie)
- 2021 – Max Anger – With one eye open (TV-serie)
- 2022 – Clark (TV-serie)
- 2023 – Kapningen (TV-serie)
- 2023 – Konferensen
- 2024 – Whiskey on the Rocks (TV-serie)
- 2025 – The Ugly Stepsister

## Teater

### Roller (ej komplett)
Källor: 
| År   | Roll          | Produktion                                                           | Regi              | Teater                |
| ---- | ------------- | -------------------------------------------------------------------- | ----------------- | --------------------- |
| 2013 |               | Frun från havet (Fruen fra havet) Henrik Ibsen                       | Egill Pálsson     | Göteborgs stadsteater |
| 2014 | Faust         | Faust och Faustin and out Elfriede Jelinek                           | Hilda Hellwig     | Göteborgs stadsteater |
| 2014 | Happy Loman   | En handelsresandes död (Death of a Salesman) Arthur Miller           | Björn Runge       | Göteborgs stadsteater |
| 2014 |               | Tartuffe (Tartuffe, ou l'Imposteur) Molière                          | Tobias Theorell   | Göteborgs stadsteater |
| 2015 |               | Karlsson på taket Astrid Lindgren                                    | Alexander Öberg   | Göteborgs stadsteater |
| 2016 |               | Alice i Underlandet (Alice's Adventures in Wonderland) Lewis Carroll | Anna Pettersson   | Göteborgs stadsteater |
| 2017 | Gösta Berling | Gösta Berlings saga Selma Lagerlöf                                   | Rikard Lekander   | Göteborgs stadsteater |
| 2019 | Hamlet        | Hamlet William Shakespeare                                           | Sofia Jupither    | Dramaten              |
| 2025 | Jan           | Skammen Ingmar Bergman                                               | Mattias Andersson | Dramaten              |